# Listen Before I Go
«Listen Before I Go» (estilizado en minúsculas) es una canción de la cantante estadounidense Billie Eilish. Se lanzó el 29 de marzo de 2019, a través de Interscope Records y Darkroom Records junto al lanzamiento de su álbum de estudio When We All Fall Asleep, Where Do We Go? (2019). La pista fue escrita por la cantante junto a su hermano Finneas O'Connell. La pista fue certificada de oro en Canadá, Estados Unidos y Australia.

## Antecedentes y composición
«Listen Before I Go» trata sobre Eilish diciéndole a su amante que escuche lo que tiene que decir antes de suicidarse. Ella quiere que él venga a verla y escuche sus últimos deseos antes de morir. La cantante lo insta a informar a sus amigos sobre lo que planea hacer, diciendo: «Dile que los amo y los extrañaré». Al principio dice que no lo siente, sin embargo, la línea final de la canción es «lo siento», lo que implica que siente pena por lo que está a punto de hacer y cómo afectará a sus seres queridos.

## Recepción comercial
La pista alcanzó la posición sesenta y tres en el Billboard Hot 100 además de la certificación de oro en Estados Unidos. En Canadá, se posición en el lugar cuarenta y dos en Canadian Hot 100, obteniendo el disco de oro. Mientras que en Australia, consiguió la certificación de oro por la venta de más de 35.000 copias.

## Créditos y personal
Créditos adaptados de Tidal.
- Casey Cuayo - asistente de mezcla, personal de estudio
- John Greenham - ingeniero de masterización, personal de estudio
- Rob Kinelski - mezcla, personal de estudio
- Billie Eilish O'Connell - voz, composición
- Finneas O'Connell - productor, composición

## Posicionamiento en listas
| Listas (2019)                      | Mejor posición |
| ---------------------------------- | -------------- |
| Australia (ARIA)                   | 29             |
| Canadá (Canadian Hot 100)          | 42             |
| Estados Unidos (Billboard Hot 100) | 63             |
| Países Bajos (Single Top 100)      | 73             |
| Suecia (Sverigetopplistan)         | 71             |

## Certificaciones
| País (organismo certificador) | Certificación | Unidades certificadas |
| ----------------------------- | ------------- | --------------------- |
| Australia (ARIA)              | Oro           | 35 000                |
| Canadá (Music Canada)         | Oro           | 40 000                |
| Estados Unidos (RIAA)         | Oro           | 500 000               |

## Historial de lanzamiento
| País   | Fecha               | Formato                     | Discográfica                         | Ref    |
| ------ | ------------------- | --------------------------- | ------------------------------------ | ------ |
| Varios | 29 de marzo de 2019 | Descarga digital, Streaming | Interscope Records, Darkroom Records | [ 13 ] |